# Nikolaus (Diakon)
Nikolaus (* um 1; † im 1. Jahrhundert) war ein Proselyt aus Antiochia und einer der Sieben Diakone der Jerusalemer Urgemeinde. Im Neuen Testament wird er einzig in der Apostelgeschichte erwähnt (Apg 6,5 ).

## Leben
Nach Clemens von Alexandria soll Nikolaus eine sehr schöne Frau gehabt haben und wurde daher übermäßiger Eifersucht bezichtigt. Um dies zu widerlegen, stellte er seine Frau vor die Gemeinde und bot an, dass er sie jedem anderen, der sie heiraten wollte, überlassen würde. Obwohl er damit nur die Gerüchte über seine Eifersucht widerlegen wollte, führte das in der Gemeinde zu großer Verärgerung, weil er seine Ehefrau bloßgestellt hatte. Laut Eusebius von Caesarea hatte Nikolaus mehrere Töchter und einen Sohn, die alle unverheiratet blieben.

## Wirkung
Bei vielen frühen Kirchengeschichtsschreibern hatte er keinen guten Ruf; so sieht Irenäus von Lyon ihn als den Stammvater der gnostischen Sekte der Nikolaiten an, deren Bezeichnung sich von ihm ableiten soll. Aus diesem Grunde strich Dimitri von Rostow ihn aus seiner Liste der Siebzig Jünger, obwohl noch im dreizehnten Jahrhundert Solomon von Basra ihn in eine Liste der Siebzig aufgenommen hatte.